# Melicope
Genre
Classification phylogénétique
Melicope est un genre d'environ 150 espèces d'arbustes et d'arbres de la famille des rutacées se rencontrant à partir de l'archipel d'Hawaï dans le Pacifique jusqu'à l'Asie tropicale, l'Australie et la Nouvelle-Zélande.
Plusieurs des espèces hawaïennes sont répertoriées comme en voie de disparition en raison de la perte de leur habitat et de la concurrence en provenance des plantes exotiques envahissantes. Quelques espèces ont déjà complètement disparu.
Elles sont des hôtes pour des animaux, principalement des invertébrés. Les chenilles du papillon Ulysses (Papilio ulysses) sont friandes de M. elleryana; on trouve des chenilles de papillons Thyrocopa sur M. clusiifolia. Les larves de certains charançons de la famille des Belidae du genre Proterhinus se nourrissent aussi des arbustes de Melicope, mais elles préfèrent les plantes malades, mourantes ou des spécimens morts. Ces plantes ne sont pas utilisables par les humains, car elles sont toxiques. Le nectar au moins de Wharangi est connu pour produire du miel toxique pouvant tuer quiconque en mange.

## Liste d'espèces

### SelonITIS
- Melicope adscendens (St. John & Hume) T.G. Hartley & B.C. Stone
- Melicope anisata (Mann) T.G. Hartley & B.C. Stone
- Melicope balloui (Rock) T.G. Hartley & B.C. Stone
- Melicope barbigera Gray
- Melicope christophersenii (St. John) T.G. Hartley & B.C. Stone
- Melicope cinerea Gray
- Melicope clusiifolia (Gray) T.G. Hartley & B.C. Stone
- Melicope cruciata (Heller) T.G. Hartley & B.C. Stone
- Melicope degeneri (B.C. Stone) T.G. Hartley & B.C. Stone
- Melicope elliptica Gray
- Melicope feddei (Levl.) T.G. Hartley & B.C. Stone
- Melicope haleakalae (B.C. Stone) T.G. Hartley & B.C. Stone
- Melicope haupuensis (St. John) T.G. Hartley & B.C. Stone
- Melicope hawaiensis (Wawra) T.G. Hartley & B.C. Stone
- Melicope hosakae (St. John) W.L. Wagner & R.K. Shannon
- Melicope kaalaensis (St. John) T.G. Hartley & B.C. Stone
- Melicope kavaiensis (Mann) T.G. Hartley & B.C. Stone
- Melicope knudsenii (Hbd.) T.G. Hartley & B.C. Stone
- Melicope lydgatei (Hbd.) T.G. Hartley & B.C. Stone
- Melicope macropus (Hbd.) T.G. Hartley & B.C. Stone
- Melicope makahae (B.C. Stone) T.G. Hartley & B.C. Stone
- Melicope mauii T.G. Hartley & B.C. Stone
- Melicope molokaiensis (Hbd.) T.G. Hartley & B.C. Stone
- Melicope mucronulata (St. John) T.G. Hartley & B.C. Stone
- Melicope munroi (St. John) T.G. Hartley & B.C. Stone
- Melicope nealiae (B.C. Stone) T.G. Hartley & B.C. Stone
- Melicope oahuensis (Levl.) T.G. Hartley & B.C. Stone
- Melicope obovata (St. John) T.G. Hartley & B.C. Stone
- Melicope orbicularis (Hbd.) T.G. Hartley & B.C. Stone
- Melicope ovalis (St. John) T.G. Hartley & B.C. Stone
- Melicope ovata (St. John & Hume) T.G. Hartley & B.C. Stone
- Melicope pallida (Hbd.) T.G. Hartley & B.C. Stone
- Melicope paniculata (St. John) T.G. Hartley & B.C. Stone
- Melicope peduncularis (Levl.) T.G. Hartley & B.C. Stone
- Melicope pseudoanisata (Rock) T.G. Hartley & B.C. Stone
- Melicope puberula (St. John) T.G. Hartley & B.C. Stone
- Melicope quadrangularis (St. John & Hume) T.G. Hartley & B.C. Stone
- Melicope radiata (St. John) T.G. Hartley & B.C. Stone
- Melicope reflexa (St. John) T.G. Hartley & B.C. Stone
- Melicope rotundifolia (Gray) T.G. Hartley & B.C. Stone
- Melicope saint-johnii (Hume) T.G. Hartley & B.C. Stone
- Melicope sandwicensis (Hook. & Arn.) T.G. Hartley & B.C. Stone
- Melicope ternata J. R. Forst. & G. Forst.
- Melicope volcanica (Gray) T.G. Hartley & B.C. Stone
- Melicope waialealae (Wawra) T.G. Hartley & B.C. Stone
- Melicope wailauensis (St. John) T.G. Hartley & B.C. Stone
- Melicope wawraeana (Rock) T.G. Hartley & B.C. Stone
- Melicope zahlbruckneri (Rock) T.G. Hartley & B.C. Stone

### Autres espèces

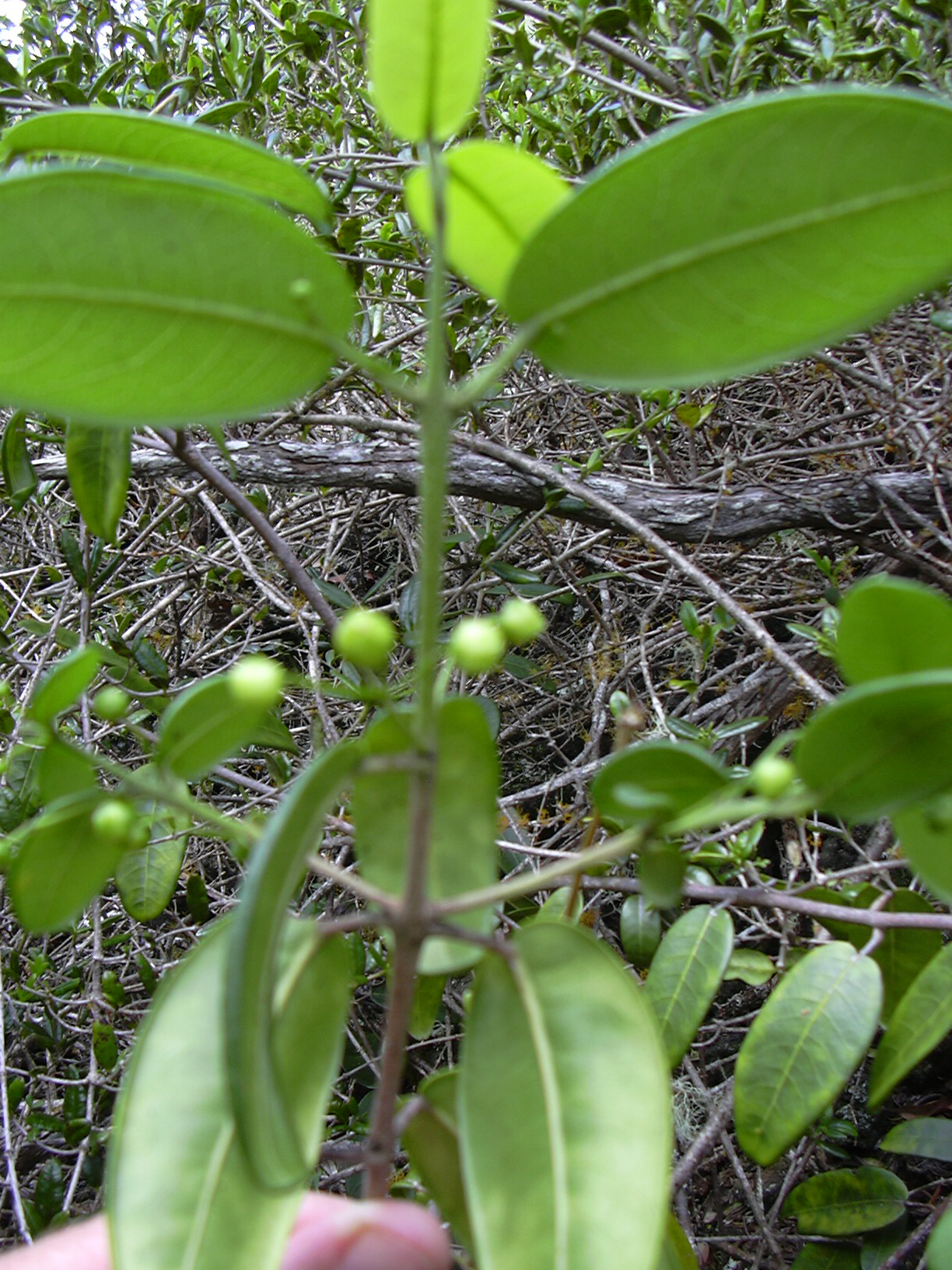
Melicope adscendens

- Melicope bonwickii (F.Muell.) T.G.Hartley
- Melicope borbonica
- Melicope contermina C.Moore & F.Muell.
- Melicope coodeana
- Melicope cucullata (Gillespie) A.C.Sm.
- Melicope elleryana (F.Muell.) T.G.Hartley
- Melicope denhamii (Seem.) T.G. Hartley
- Melicope fatuhivensis
- Melicope hayesii
- Melicope indica
- Melicope irifica
- Melicope jugosa
- Melicope littoralis
- Melicope micrococca (F.Muell.) T.G.Hartley
- Melicope nukuhivensis
- Melicope obtusifolia
- Melicope polybotrya (C.Moore & F.Muell.) T.G.Hartley
- Melicope revoluta
- Melicope segregis
- Melicope simplex
- Melicope sororia
- Melicope subunifoliolata
- Melicope tahitensis
- Melicope vitiflora (F.Muell.) T.G.Hartley
- Melicope xanthoxyloides (F.Muell.) T.G.Hartley
- Melicope zahlbruckneri